# Lecteria brevisector
Lecteria brevisector är en tvåvingeart som beskrevs av Alexander 1936. Lecteria brevisector ingår i släktet Lecteria och familjen småharkrankar. Inga underarter finns listade i Catalogue of Life.